# Villers-devant-le-Thour
Villers-devant-le-Thour ist eine französische Gemeinde mit 417 Einwohnern (Stand 1. Januar 2022) im Département Ardennes in der Region Grand Est (vor 2016 Champagne-Ardenne). Sie gehört zum Arrondissement Rethel, zum Kanton Château-Porcien und zum Gemeindeverband Pays Rethélois.

## Geografie
Die Gemeinde Villers-devant-le-Thour liegt in der Trockenen Champagne, 20 Kilometer westlich von Rethel an der Grenze zum Département Aisne. Umgeben wird Villers-devant-le-Thour von den Nachbargemeinden Le Thour im Norden, Saint-Germainmont im Osten, Asfeld im Südosten, Avaux im Süden, Proviseux-et-Plesnoy im Südwesten, La Malmaison im Westen sowie Lor im Nordwesten.

## Geschichte
Während des Ersten Weltkriegs war der Ort vom 26. September 1914 bis zum 13. Oktober 1918 von deutschen Truppen besetzt.

## Bevölkerungsentwicklung
| Jahr                       | 1962 | 1968 | 1975 | 1982 | 1990 | 1999 | 2009 | 2019 |
| Einwohner                  | 416  | 369  | 323  | 351  | 325  | 301  | 382  | 418  |
| Quellen: Cassini und INSEE |      |      |      |      |      |      |      |      |

## Sehenswürdigkeiten
- Kirche Notre-Dame aus dem 13. Jahrhundert

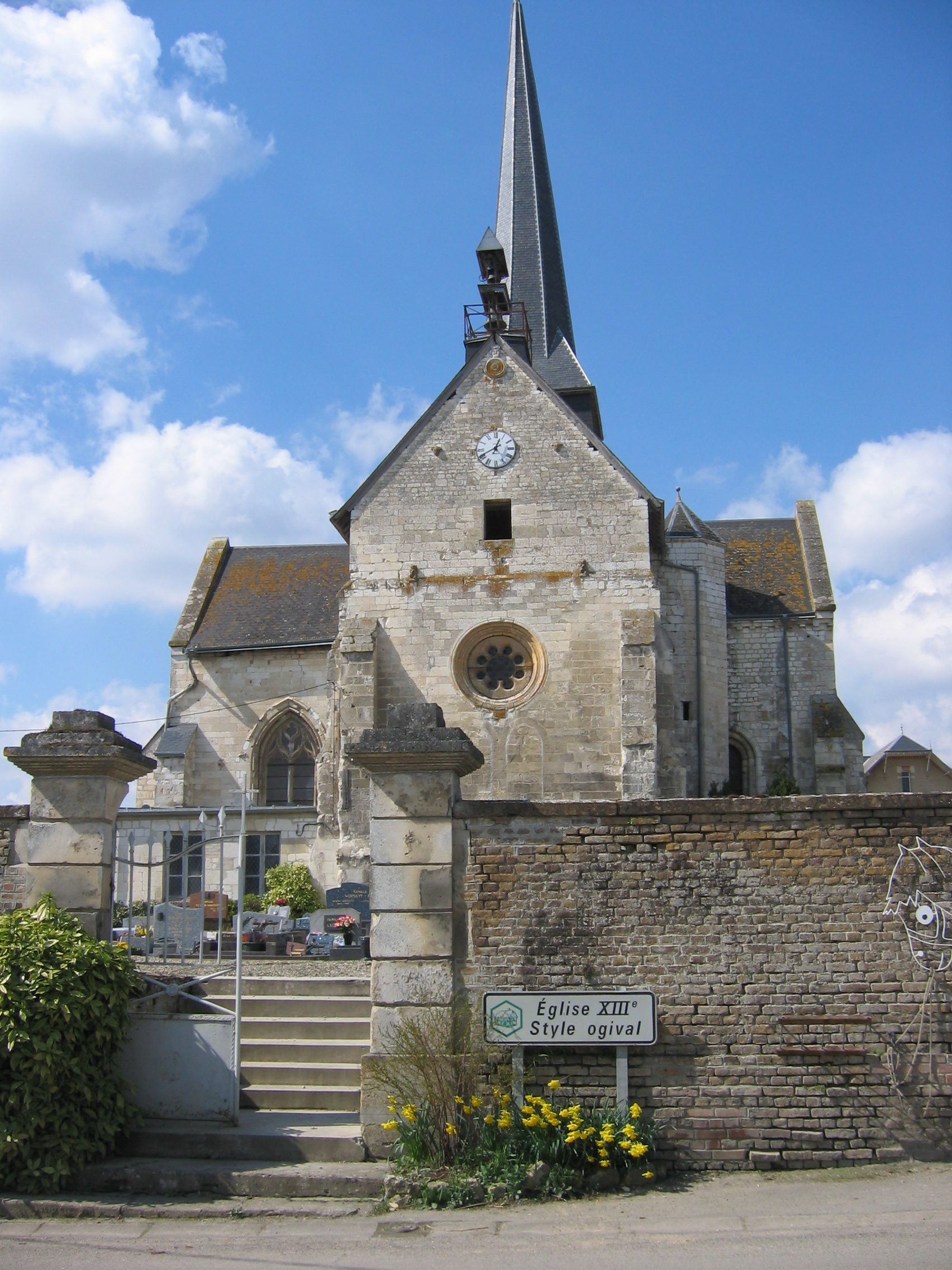
Kirche Saint-Rémi